# Турмиші
Турмиші́ (рос. Турмыши, чув. Тăрмăш) — село у складі Янтіковського району Чувашії, Росія. Адміністративний центр Турмиське сільського поселення.
Населення — 1417 осіб (2010; 1617 у 2002).
Національний склад:
- чуваші — 98 %